# 241-101 État
La 241-101 de l'Administration des chemins de fer de l'État était une locomotive à vapeur du type 241 construite pour assurer la remorque des trains lourds sur la ligne de Paris à Cherbourg.

## Genèse
Cette machine fut construite sous l'impulsion du directeur Raoul Dautry par la société Fives-Lille et livrée en septembre 1932. Elle reprenait en cela les plans conçus par l'Office central d'études de matériel de chemins de fer (OCEM) pour une Mountain proposé à la Compagnie du chemin de fer Paris-Lyon-Méditerranée, mais que celle-ci déclina. Qualifiée de super-Mountain, elle présentait des innovations mais qui n'avaient pas été validées en service courant. L'esthétique de la machine fut dessinée en collaboration avec les services techniques par un architecte, Henri Pacon, car elle était censée représenter la vitrine du réseau de l'État.

## Technique

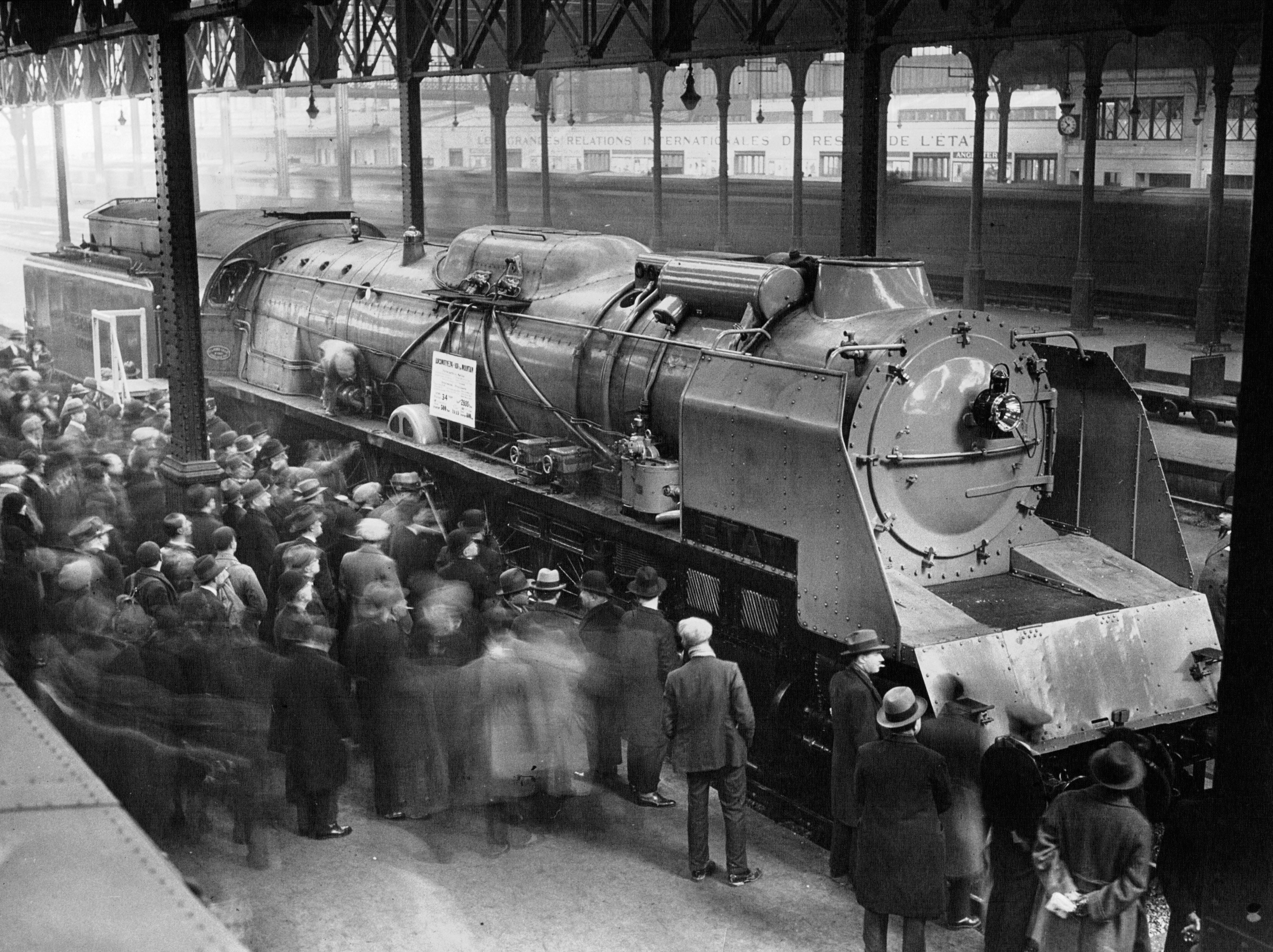
Le prototype à Saint-Lazare en 1933

Elle était à simple expansion et dotée d'un moteur à 3 cylindres du fait de la puissance à transmettre. Cette puissance était fournie par une chaudière timbrée à 20 bars avec une surface de grille de 5 m2, une surface de chauffe de 268 m2 et une surface de surchauffe de 86 m2, ce qui apparaît comme énorme pour l'époque. Une particularité innovante fut la distribution à soupapes à cames rotatives de type « Renaud » devant entraîner une économie de combustible et d'eau mais qui ne s'avéra pas tout à fait au point. Pour alimenter cette chaudière il aurait fallu que le chauffeur puisse pelleter 1 500 kg de charbon en une heure et ce sur la durée du parcours, soit environ 5 heures ! D'où une autre particularité, constituée par la mise en place d'un stoker sur le tender pour nourrir le foyer. Cet organe, commun aux États-Unis, fut de plus muni d'un broyeur à charbon, car le réseau n'était pas équipé pour une distribution de criblé suffisamment fin. De fait, le stoker ne fut jamais complètement mis au point non plus.
Pour le reste on retrouve des solutions communes telles l'échappement à trèfles, un réchauffeur ACFI et un châssis en tôles de 30 mm d'épaisseur. Châssis qui ne sera, finalement, pas suffisamment rigide, comme pour beaucoup de machines de l'époque, compte tenu du poids de l'engin (128 t., dont 80 adhérent) et de la puissance. Une insuffisance de rappel du bissel fit qu'elle n'appréciait pas trop les courbes serrées telles celles des dépôts.

## Tender
Le tender qui lui fut accouplé, construit par les Ets. Baume et Harpent, disposait d'une caisse entièrement soudée et de boîtes à rouleaux SKF pour les essieux. Il disposait, en outre, en plus d'un stoker, d'une écope de prise d'eau en marche commandée pneumatiquement contrairement aux autres tenders équipés d'un tel système. Il contenait 34 m3 d'eau et 11 t de charbon et fut immatriculé 34-101. En 1938, à la création de la SNCF, il est réimmatriculé 34 A 1.

## Utilisation et services
Affectée au dépôt des Batignolles, la machine connut plusieurs ennuis techniques dès sa livraison mais put tenir les obligations du cahier des charges où il était prévu qu'elle puisse remorquer un train de 800 t à 120 km/h en palier. Cependant avec une puissance de 2800 ch au crochet elle fut jugée comme un échec et l'Administration des chemins de fer de l'État abandonna l'idée d'en faire construire d'autres. À la suite des maigres résultats elle fut mutée au dépôt du Havre en 1933 puis à celui de Montrouge en 1934 où elle ne fit que peu de services.
En 1936 elle fut affectée au dépôt d'Achères pour servir de génératrice de vapeur avant d'avoir sa distribution modifiée et de partir pour le dépôt du Mans en 1938. À la création de la SNCF elle fut réimmatriculée 3-241 B 101 mais pour peu de temps car dès 1940 il fut décidé de la transformer, sur proposition d'André Chapelon, en une machine bien plus performante, la : 3-242 A 1.

## Caractéristiques
- Pression de la chaudière : 20 kg/cm2
- Diamètre du cylindre Interieur : 570 mm
- Diamètre des cylindres Exterieurs : 530 mm
- Diamètre des roues motrices : 1 950 mm
- Diamètre des roues du bogie : 1 300 mm
- Diamètre des roues du bissel : 970 mm
- Masse à vide : 116 t
- Masse en ordre de marche : 128 t
- Masse adhérente : 80 t
- Longueur hors tout : 17,765 m
- Masse du tender à vide : 32,5 t
- Masse du tender en ordre de marche : 78,2 t
- Masse totale à vide : 148,5 t
- Longueur totale : 27,33 m
- Vitesse maxi en service : 120 km/h

## Modélisme
La 241-101 a été reproduite à l'échelle HO par :
- Metropolitan, en laiton[1]
- La maison des Trains

Dans les années 1930, Märklin l'a reproduite à l'échelle 0 entièrement en métal. Elles étaient disponibles en noir ou en gris toutes deux avec des filets rouges.